# Фроде Андресен
Фроде Андресен е норвежки биатлонист, отказал се от спорта през 2012 г.
Той е олимпийски шампион с щафетата на Норвегия на игрите в Солт Лейк Сити през 2002 г. Отличава се с бързата си скорост по пистата и с не толкова добрите си показатели в стрелбата.

## Ранни години
Андресен е роден в Ротердам, Нидерландия през 1973 г. Семейството му пътува много и като резултат той изкарва първите години от живота си в различни краища на Африка - в Кейп Таун, Лагос, Найроби и др. Родителите му се завръщат в Норвегия, когато Фроде е на четири. Андресен почти веднага започва да се занимава със ски бягане, а когато става на 12, започва да тренира и биатлон.

## Успехи
Андресен записва общо 15 индивидуални и 13 отборни победи в световната купа по биатлон. Освен олимпийската титла той има и сребърен и бронзов медал от спринтовите дисциплини в Нагано и Торино. На световни първенства печели един злате (2000 г.), един сребърен (2000 г.) и 3 бронзови медала (1999, 2002 г.). Бързата скорост му позволява да се състезава и в ски бягането, където записва една победа за световната купа и брознов медал от световно първенство с щафетата на страната си.